# Agência da União Europeia para o Programa Espacial

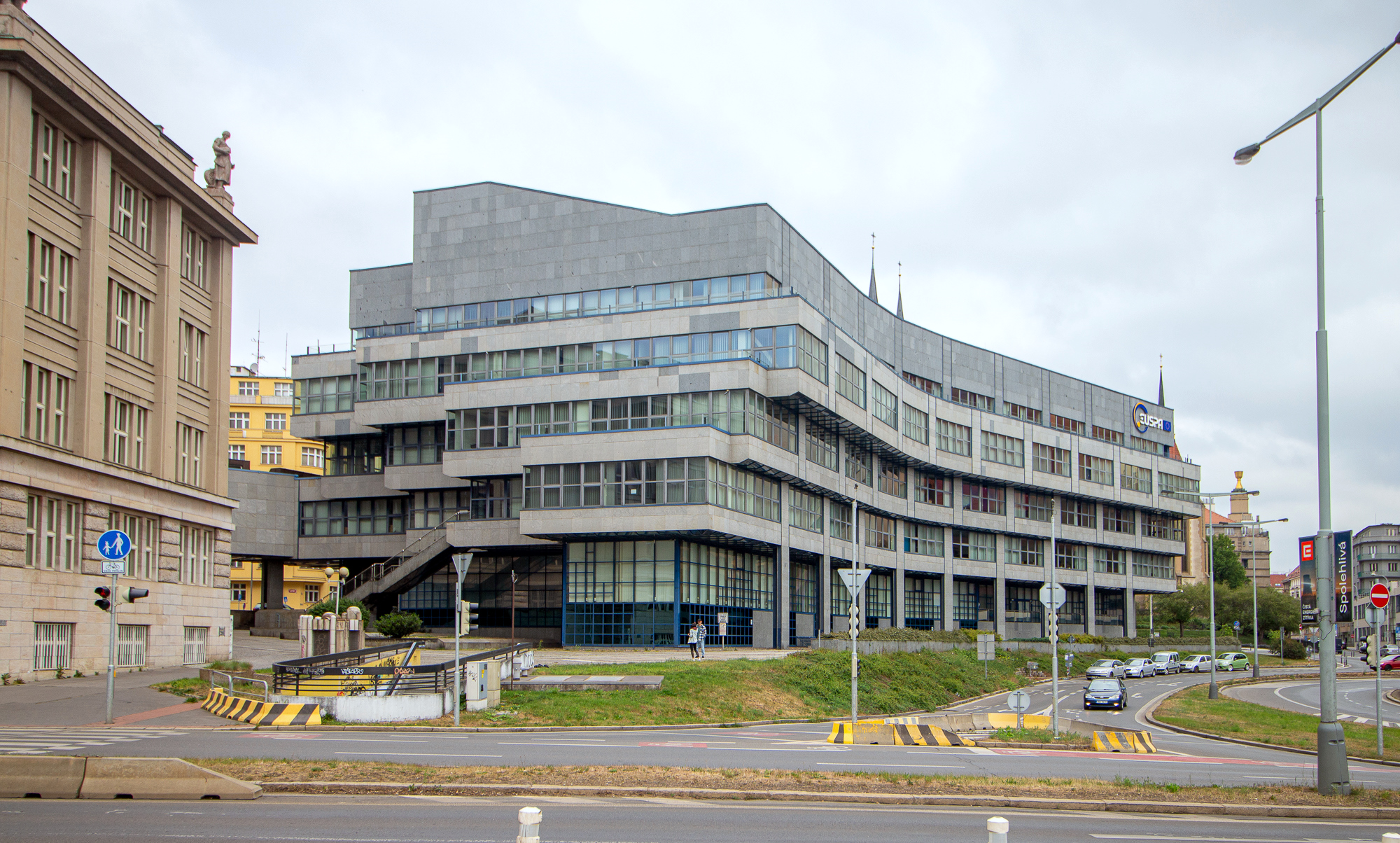
Sede em Praga

A Agência da União Europeia para o Programa Espacial (sigla: EUSPA) é um organismo para a União Europeia que gere os programas europeus de navegação por satélite (particularmente Galileo e EGNOS), que estão a conferir à Europa as suas próprias capacidades e a mais avançada tecnologia nesta área. A sua sede localiza-se em Praga, na Chéquia.